# FIFA Series de 2024
A FIFA Series de 2024 é a primeira edição da FIFA Series, uma competição de futebol por associação promovida pela FIFA que conta com jogos amistosos entre seleções nacionais de diferentes confederações que nunca participaram da Copa do Mundo FIFA, além de algumas convidadas. A edição inaugural conta com seis séries diferentes, ocorrendo em cinco países anfitriões durante a janela de jogos da FIFA, entre os dias 21 e 26 de março de 2024. Até então não haveria premiação, mas com a inclusão da ACUD Cup, que também seria uma edição inaugural, em 14 de março, ficou decidido que a etapa do Egito faria parte desse torneio.
Tal torneio da ACUD Cup, ou etapa do Egito, foi conquistado pela Croácia após bater os donos da casa, no caso, os egípcios, na decisão num placar de 4 a 2. A Tunísia conquistou o terceiro lugar depois de bater a Nova Zelândia nos pênaltis em um placar de 4 a 2. Curiosamente, a Tunísia passou pelas penalidades máximas ao enfrentar a Croácia sem fazer gols na partida, mas os adversários se saíram melhores no lance, fechando com um placar de 5 a 4.

## Antecedentes
Em 16 de dezembro de 2022, a FIFA lançou uma proposta de competição amistosa, denominada "FIFA World Series", a fim de dar às seleções de diferentes confederações mais oportunidades de jogar entre si. O presidente da FIFA, Gianni Infantino, confirmou a competição em 16 de março de 2023, após sua reeleição para o cargo durante o 73º Congresso da FIFA em Kigali, Ruanda.
Também havia sido criado um novo torneio, intitulado Winsunited Cup que aconteceria em Abu Dhabi nos Emirados Árabes Unidos. Mas, por questões de patrocínio, a competição foi transferida para a cidade de Cairo e passou a fazer parte da FIFA Series.

## Equipes participantes
Foram convidadas 24 equipes a participarem desta primeira edição do torneio
| Confederação                                  | Torneio qualificatório | Seleção                   |
| --------------------------------------------- | ---------------------- | ------------------------- |
| AFC (Ásia)                                    | País sede              | Sri Lanka                 |
| AFC (Ásia)                                    | Convidado              | Brunei                    |
| AFC (Ásia)                                    | Convidado              | Butão                     |
| AFC (Ásia)                                    | Convidado              | Camboja                   |
| AFC (Ásia)                                    | Convidado              | Mongólia                  |
| CAF (África)                                  | País sede              | Argélia                   |
| CAF (África)                                  | País sede              | Egito                     |
| CAF (África)                                  | Convidado              | África do Sul             |
| CAF (África)                                  | Convidado              | Cabo Verde                |
| CAF (África)                                  | Convidado              | Guiné                     |
| CAF (África)                                  | Convidado              | Guiné Equatorial          |
| CAF (África)                                  | Convidado              | República Centro-Africana |
| CAF (África)                                  | Convidado              | Tanzânia                  |
| CAF (África)                                  | Convidado              | Tunísia                   |
| UEFA (Europa)                                 | País sede              | Azerbaijão                |
| UEFA (Europa)                                 | Convidado              | Andorra                   |
| UEFA (Europa)                                 | Convidado              | Bulgária                  |
| UEFA (Europa)                                 | Convidado              | Croácia                   |
| CONCACAF (América do Norte, Central e Caribe) | Convidado              | Bermudas                  |
| CONCACAF (América do Norte, Central e Caribe) | Convidado              | Guiana                    |
| CONMEBOL (América do Sul)                     | Convidado              | Bolívia                   |
| OFC (Oceania)                                 | Convidado              | Nova Zelândia             |
| OFC (Oceania)                                 | Convidado              | Papua-Nova Guiné          |
| OFC (Oceania)                                 | Convidado              | Vanuatu                   |

## Sedes
As partidas do torneio são realizadas nas cidades de Annaba e Argel na Argélia, Bacu no Azerbaijão, Gidá na Arábia Saudita, Colombo no Sri Lanka, Cairo e Nova Capital Administrativa no Egito.
| Annaba                     | Argel                              | Argel                                  | Argel                                  |
| -------------------------- | ---------------------------------- | -------------------------------------- | -------------------------------------- |
| Estádio 19 de Maio de 1956 | Estádio 5 de Julho de 1962         | Estádio Nelson Mandela de Baraki       | Estádio Nelson Mandela de Baraki       |
| Capacidade: 56 000         | Capacidade: 80 200                 | Capacidade: 40 784                     | Capacidade: 40 784                     |
|                            |                                    |                                        |                                        |
| Bacu                       | Bacu                               | Gidá                                   | Gidá                                   |
| Dalga Arena                | Estádio Republicano Tofiq Bahramov | Estádio Príncipe Abdullah al-Faisal    | Cidade dos Esportes Rei Abdullah       |
| Capacidade: 6 500          | Capacidade: 31 100                 | Capacidade: 27 000                     | Capacidade: 32 000                     |
|                            |                                    |                                        |                                        |
| Colombo                    | Cairo                              | Nova Capital Administrativa            | Nova Capital Administrativa            |
| Colombo Racecourse         | Estádio Internacional do Cairo     | Estádio da Nova Capital Administrativa | Estádio da Nova Capital Administrativa |
| Capacidade: 10 000         | Capacidade: 95 000                 | Capacidade: 93 940                     | Capacidade: 93 940                     |
|                            |                                    |                                        |                                        |

## Amistosos

### Grupo A
| 21 de março   | Andorra         | 1 – 1     | África do Sul | Estádio 19 de Maio de 1956, Annaba |
| 22:00 (UTC+1) | R. Fernández 5' | Relatório | Mokwana 25'   | Árbitro: ALG Nabil Boukhalfa       |

| 22 de março   | Argélia                               | 3 – 2     | Bolívia                     | Estádio Nelson Mandela, Argel |
| 22:00 (UTC+1) | Gouiri 43' · Benzia 79' · Mandi 90+4' | Relatório | Algarañaz 47' · Sagredo 70' | Árbitro: MTN Abdel Bouh       |

| 25 de março   | Bolívia  | 1 – 0     | Andorra | Estádio 19 de Maio de 1956, Annaba |
| 22:00 (UTC+1) | Vaca 13' | Relatório |         | Árbitro: ALG Houssam Benyahia      |

| 26 de março   | Argélia                       | 3 – 3     | África do Sul                  | Estádio Nelson Mandela, Argel |
| 22:00 (UTC+1) | Benzia 22', 70' · Brahimi 53' | Relatório | Zwane 34', 45+5' · Rayners 66' | Árbitro: TUN Amir Loussaif    |

### Grupo B
| 22 de março   | Tanzânia | 0 – 1     | Bulgária     | Dalga Arena, Bacu                        |
| 17:00 (UTC+4) |          | Relatório | Despodov 52' | Público: 154 Árbitro: AZE Aliyar Aghayev |

| 22 de março   | Azerbaijão        | 1 – 0     | Mongólia | Estádio Republicano Tofiq Bahramov, Bacu |
| 20:00 (UTC+4) | Mustafazadə 90+1' | Relatório |          | Árbitro: TUR Zorbay Küçük                |

| 25 de março   | Tanzânia                          | 3 – 0     | Mongólia | Dalga Arena, Bacu                       |
| 17:00 (UTC+4) | John 49' · Sopu 62' · Miroshi 76' | Relatório |          | Público: 146 Árbitro: AZE Elçin Məsiyev |

| 25 de março   | Azerbaijão   | 1 – 1     | Bulgária    | Estádio Republicano Tofiq Bahramov, Bacu  |
| 20:00 (UTC+4) | Qurbanlı 87' | Relatório | Krastev 59' | Público: 3 220 Árbitro: EST Kristo Tohver |

### Grupo C
| 21 de março   | Cabo Verde | 1 – 0     | Guiana | Estádio Príncipe Abdullah al-Faisal, Gidá |
| 22:00 (UTC+3) | Mendes 2'  | Relatório |        | Árbitro: KSA Shukri Al-Hunfush            |

| 22 de março   | Guiné Equatorial       | 2 – 0     | Camboja | Estádio Príncipe Abdullah al-Faisal, Gidá |
| 22:00 (UTC+3) | Nlavo 10' · Joanet 36' | Relatório |         | Árbitro: BHR Hussain Al-Shuwaikh          |

| 25 de março   | Cabo Verde | 1 – 0     | Guiné Equatorial | Estádio Príncipe Abdullah al-Faisal, Gidá |
| 22:00 (UTC+3) | Cabral 64' | Relatório |                  | Árbitro: OMA Qasim Matar Al-Hatmi         |

| 26 de março   | Guiana                                              | 4 – 1     | Camboja      | Estádio Príncipe Abdullah al-Faisal, Gidá |
| 22:00 (UTC+3) | Glasgow 20', 59' (pen.) · Lovell 80' · Khedoo 90+2' | Relatório | Chanthea 53' | Árbitro: SAU Faisal Suleiman Al-Balawi    |

### Grupo D
| 21 de março   | Guiné                                                                   | 6 – 0     | Vanuatu | Cidade dos Esportes Rei Abdullah, Gidá |
| 22:00 (UTC+3) | Sylla 9' (pen), 63' · Diawara 10' · O. Camara 18' · Kané 39' (pen), 58' | Relatório |         | Árbitro: JOR Ahmed Al-Ali              |

| 22 de março   | Bermudas                        | 2 – 0     | Brunei | Cidade dos Esportes Rei Abdullah, Gidá |
| 22:00 (UTC+3) | Todd 82' · Parfitt-Williams 88' | Relatório |        | Árbitro: OMA Qasim Matar Al-Hatmi      |

| 25 de março   | Guiné                                                                | 5 – 1     | Bermudas | Cidade dos Esportes Rei Abdullah, Gidá |
| 22:00 (UTC+3) | Sylla 11' (pen.) · Bangoura 48' · Diawara 51' · Keita 61' · Kané 70' | Relatório | Bean 15' | Árbitro: SAU Sami Ahmed Al-Jurays      |

| 26 de março   | Vanuatu                    | 2 – 3     | Brunei                                     | Cidade dos Esportes Rei Abdullah, Gidá |
| 22:00 (UTC+3) | Kalo 38' · Kerry Iawak 71' | Relatório | Shariff 53' · Nurikhwan 73' · Hakeme 90+4' | Árbitro: SAU Abdullah Dhafer Al-Shehri |

### Grupo E
| 22 de março      | República Centro-Africana                                            | 6 – 0     | Butão | Colombo Racecourse, Colombo |
| 15:00 (UTC+5:30) | Toropité 16' · Baboula 48', 90+3' · Namnganda 49', 64' · Dangabo 56' | Relatório |       | Árbitro: SRI Mohamed Jafran |

| 22 de março      | Sri Lanka | 0 – 0     | Papua-Nova Guiné | Colombo Racecourse, Colombo          |
| 20:45 (UTC+5:30) |           | Relatório |                  | Árbitro: QAT Meshari Ali Al Shammari |

| 25 de março      | República Centro-Africana                   | 4 – 0     | Papua-Nova Guiné | Colombo Racecourse, Colombo                      |
| 15:00 (UTC+5:30) | Yawanendji-Malipangou 11' · Godame 25', 78' | Relatório |                  | Público: 550 Árbitro: SRI Hettikamkanamge Perera |

| 25 de março      | Sri Lanka                  | 2 – 0     | Butão | Colombo Racecourse, Colombo                         |
| 20:45 (UTC+5:30) | De Silva 46' · Kelaart 54' | Relatório |       | Público: 6,320 Árbitro: QAT Meshari Ali Al Shammari |

## ACUD Cup
|  | Semifinais                                | Semifinais |                                           |      | Final | Final |
|  |                                           |            |                                           |      |       |       |
|  | 22 de março – Nova Capital Administrativa |            |                                           |      |       |       |
|  |                                           |            |                                           |      |       |       |
|  | Egito                                     | 1          |                                           |      |       |       |
|  | Egito                                     | 1          | 26 de março – Nova Capital Administrativa |      |       |       |
|  | Nova Zelândia                             | 0          |                                           |      |       |       |
|  | Nova Zelândia                             | 0          | Egito                                     | 2    |       |       |
|  | 23 de março – Cairo                       |            | Egito                                     | 2    |       |       |
|  |                                           | Croácia    | 4                                         |      |       |       |
|  | Tunísia                                   | Croácia    | 4                                         | 0(4) |       |       |
|  | Tunísia                                   |            |                                           | 0(4) |       |       |
|  | Croácia                                   | 0(5)       |                                           |      |       |       |
|  | Croácia                                   | 0(5)       | Disputa pelo terceiro lugar               |      |       |       |
|  |                                           |            |                                           |      |       |       |
|  | 26 de março – Cairo                       |            |                                           |      |       |       |
|  |                                           |            |                                           |      |       |       |
|  | Nova Zelândia                             | 0(2)       |                                           |      |       |       |
|  | Nova Zelândia                             | 0(2)       |                                           |      |       |       |
|  | Tunísia                                   | 0(4)       |                                           |      |       |       |

#### Semifinais
| 22 de março   | Egito             | 1 – 0     | Nova Zelândia | Estádio da Nova Capital Administrativa, Nova Capital Administrativa |
| 22:00 (UTC+2) | Mohamed 29' (pen) | Relatório |               | Árbitro: CIV Clement Franklin Kpan                                  |

| 23 de março   | Tunísia | 0 – 0 (pro) | Croácia | Estádio Internacional do Cairo, Cairo |
| 22:00 (UTC+2) |         | Relatório   |         | Árbitro: EGY Mohamed Maarouf          |

|                                                          |       | Penalidades                                          |  |
| Ben Romdhane Laïdouni Abdi Jelassi Ltaief Jaziri Haddadi | 4 – 5 | Vlašić Kramarić Petković Majer Mario Juranović Marco |  |

#### Disputa pelo terceiro lugar
| 26 de março   | Nova Zelândia | 0 – 0 (pro.) | Tunísia | Estádio Internacional do Cairo, Cairo |
| 22:00 (UTC+2) |               | Relatório    |         | Árbitro: EGY Ahmed El Ghandour        |

|                              |       | Penalidades                      |  |
| Waine Barbarouses Just Rufer | 2 – 4 | Ben Romdhane Laïdouni Abdi Ghram |  |

#### Final
| 26 de março   | Egito                       | 2 – 4     | Croácia                                              | Estádio da Nova Capital Administrativa, Nova Capital Administrativa |
| 22:00 (UTC+2) | Rabia 6' · Abdelmonem 90+4' | Relatório | Vlašić 21' · Petković 57' · Kramarić 77' · Majer 86' | Árbitro: SEN Adalbert Diouf                                         |

## Artilharia
3 gols (4)
- ALG Yassine Benzia
- CAF Tieri-Teddy Godame
- GUI Mamadou Kané
- GUI Morlaye Sylla

2 gols (5)
- CAF Karl Namnganda
- CAF Vénuste Baboula
- GUI Omari Glasgow
- GUI Kandet Diawara
- RSA Themba Zwane

1 gols (46)
- AND Ricard Fernández
- ALG Aïssa Mandi
- ALG Amine Gouiri
- AZE Bəhlul Mustafazadə
- AZE Musa Qurbanlı
- BER Aundè Todd
- BER Djair Parfitt-Williams
- BER Jai Bean
- BOL Carmelo Algarañaz
- BOL José Sagredo
- BOL Ramiro Vaca
- BRU Hakeme Yazid Said
- BRU Nur Ikhwan Othman
- BRU Syafiq Safiuddin Shariff
- BUL Filip Krastev
- BUL Kiril Despodov
- CAF Christian-Theodor Yawanendji-Malipangou
- CAF Hamissou Dangabo
- CAF Trésor Toropité
- CAM Sieng Chanthea
- CPV Jovane Cabral
- CPV Ryan Mendes
- CRO Andrej Kramarić
- CRO Bruno Petković
- CRO Lovro Majer
- CRO Nikola Vlašić
- EGY Mohamed Abdelmonem
- EGY Mostafa Mohamed
- EGY Ramy Rabia
- GEQ Joanet
- GEQ Luis Nlavo
- GUI Jules Keita
- GUI Kandet Diawara
- GUI Leo-Orion Lovell
- GUI Mohamed Bangoura
- GUI Ousmane Camara
- GUI Ryan Khedoo
- RSA Elias Mokwana
- RSA Iqraam Rayners
- SRI Dillon De Silva
- SRI Oliver Kelaart
- TAN Abdul Sopu
- TAN Kelvin John
- TAN Novatus Miroshi
- VAN Bong Kalo
- VAN Joe Moses